# Dálnice A8 (Německo)
Dálnice A8, německy Bundesautobahn 8 (zkratka BAB 8), zkráceně Autobahn 8 (zkratka A8), je dálnice na jihu Německa. Měří 497 km. Začíná napojením lucemburské dálnice A13 v Schengenu, pokračuje přes Neunkirchen, Pirmasens, Karlsruhe, Stuttgart, Ulm, Augsburg, Mnichov a končí na rakouské státní hranici, kde se poblíž Salcburku napojuje na rakouskou dálnici A1.
A8 je významnou tranzitní trasou ve směru východ-západ. Výstavba dálnice začala v březnu 1934 za nacistické vlády. Úsek mezi Karlsruhe a Salcburkem byl dokončen ještě před začátkem druhé světové války. Práce na ostatních částech dálnice byly dočasně přerušeny. I přesto byly některé úseky zmodernizovány a posléze i prodlouženy. Některé významné části zůstaly v původním stavu z 30. let. V obou směrech dva jízdní pruhy, žádné nouzové, či stoupací pruhy, prudké kopce a ostré zatáčky. V kombinaci s dnešním provozem to činí z A8 jednu z nejvíce ucpaných a nebezpečných dálnic v Německu. Zejména v zimě svahy Černého lesa na území Švábské Alby nedaleko Aichelbergu dělají potíže stejně jako profil v Irschenbergu, kde často v kopcích překáží těžké kamiony. U sjezdu Adelsried stojí první dálniční kostel.

## Dálniční křižovatky

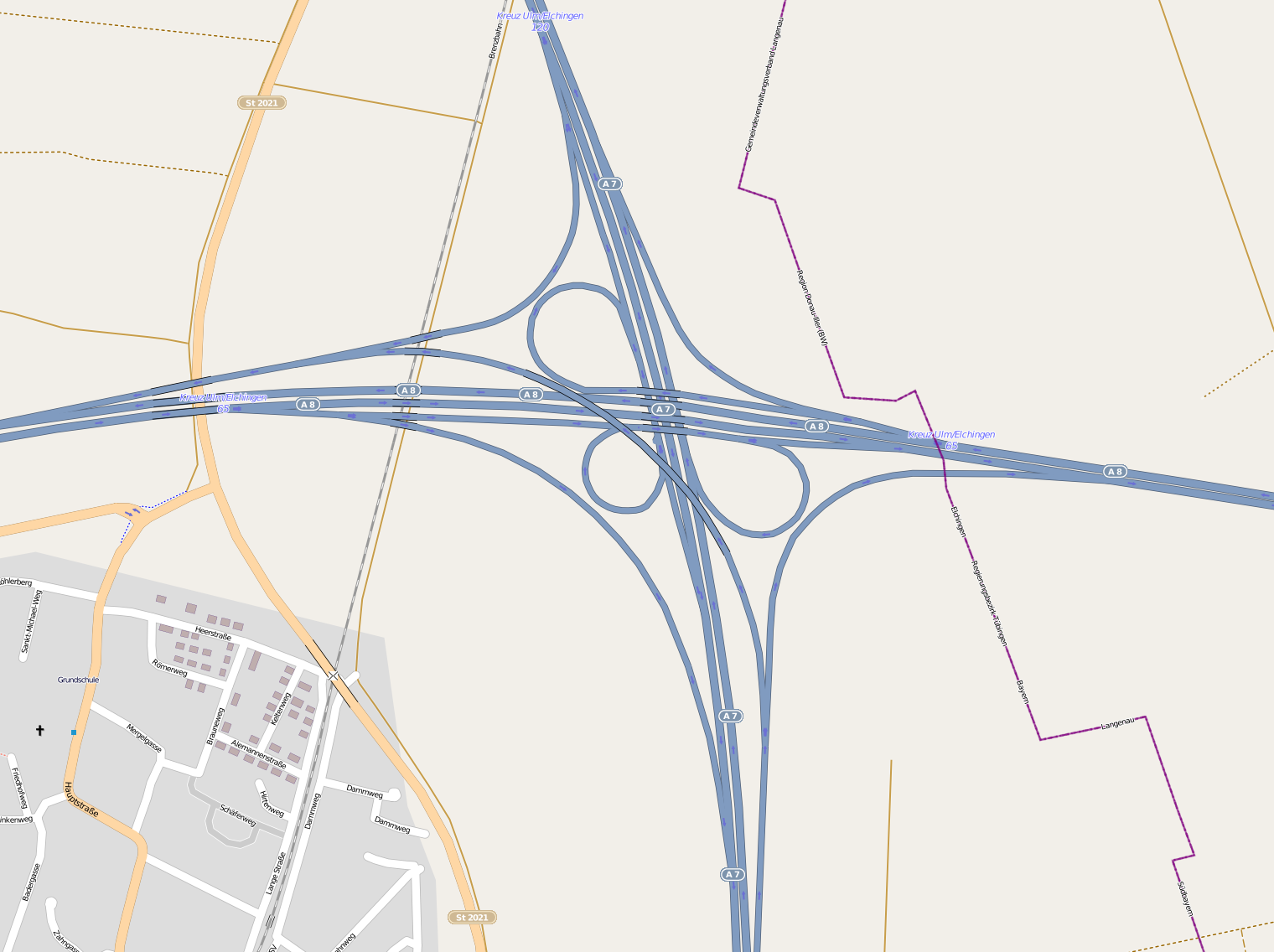
Kreuz Ulm / Elchingen (65)

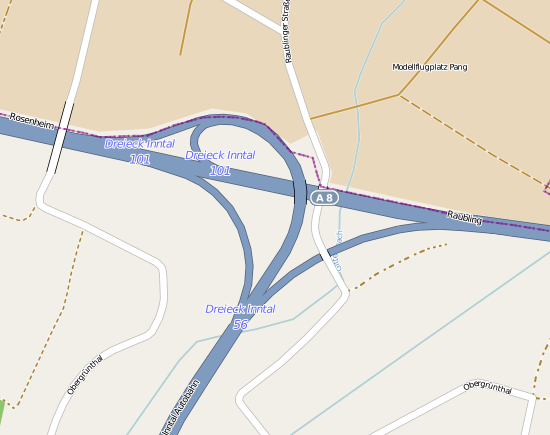
Dreieck Inntal (101)

| Dálnice A620 | Křižovatka | (9)   | Dreieck Saarlouis      | v provozu |
| Dálnice A1   | Křižovatka | (17)  | Kreuz Saarbrücken      | v provozu |
| Dálnice A623 | Křižovatka | (20)  | Dreieck Friedrichsthal | v provozu |
| Dálnice A6   | Křižovatka | (27)  | Kreuz Neunkirchen      | v provozu |
| Dálnice A62  | Křižovatka | (36)  | Kreuz Pirmasens        | v provozu |
| Silnice 10   | Křižovatka | (36)  | Kreuz Pirmasens        | v provozu |
| Dálnice A5   | Křižovatka | (41)  | Dreieck Karlsruhe      | v provozu |
| Dálnice A81  | Křižovatka | (49)  | Dreieck Leonberg       | v provozu |
| Dálnice A81  | Křižovatka | (92)  | Kreuz Stuttgart        | v provozu |
| Dálnice A831 | Křižovatka | (92)  | Kreuz Stuttgart        | v provozu |
| Dálnice A7   | Křižovatka | (65)  | Kreuz Ulm / Elchingen  | v provozu |
| Dálnice A99  | Křižovatka | (79)  | München-Eschenried     | v provozu |
| Dálnice A99  | Křižovatka | (81)  | Kreuz München-West     | v provozu |
| Dálnice A99  | Křižovatka | (95)  | Kreuz München-Süd      | v provozu |
| Dálnice A995 | Křižovatka | (95)  | Kreuz München-Süd      | v provozu |
| Dálnice A94  | Křižovatka | (101) | Dreieck Inntal         | v provozu |

## Plány
Aktuálně (léto 2012) není dálnice kompletně dostavěna. Úsek mezi městy Pirmasens a Karlsruhe, který není hotov, nepatří mezi akutní plány výstavby, a tudíž se zatím neví, kdy bude dostavba pokračovat. Existují navíc plány ke změně původní plánované trasy mezi Aichelbergem a Hohenstadtem. Navrhuje se, aby se v tunelu nacházejícím se v náhradním úseku, platilo mýtné. Předpokládá se, že by to bylo z důvodu pokrytí nákladu na výstavbu tunelu. Tím by se stala tato část dálnice prvním placeným úsekem na německé dálnici.

## Galerie

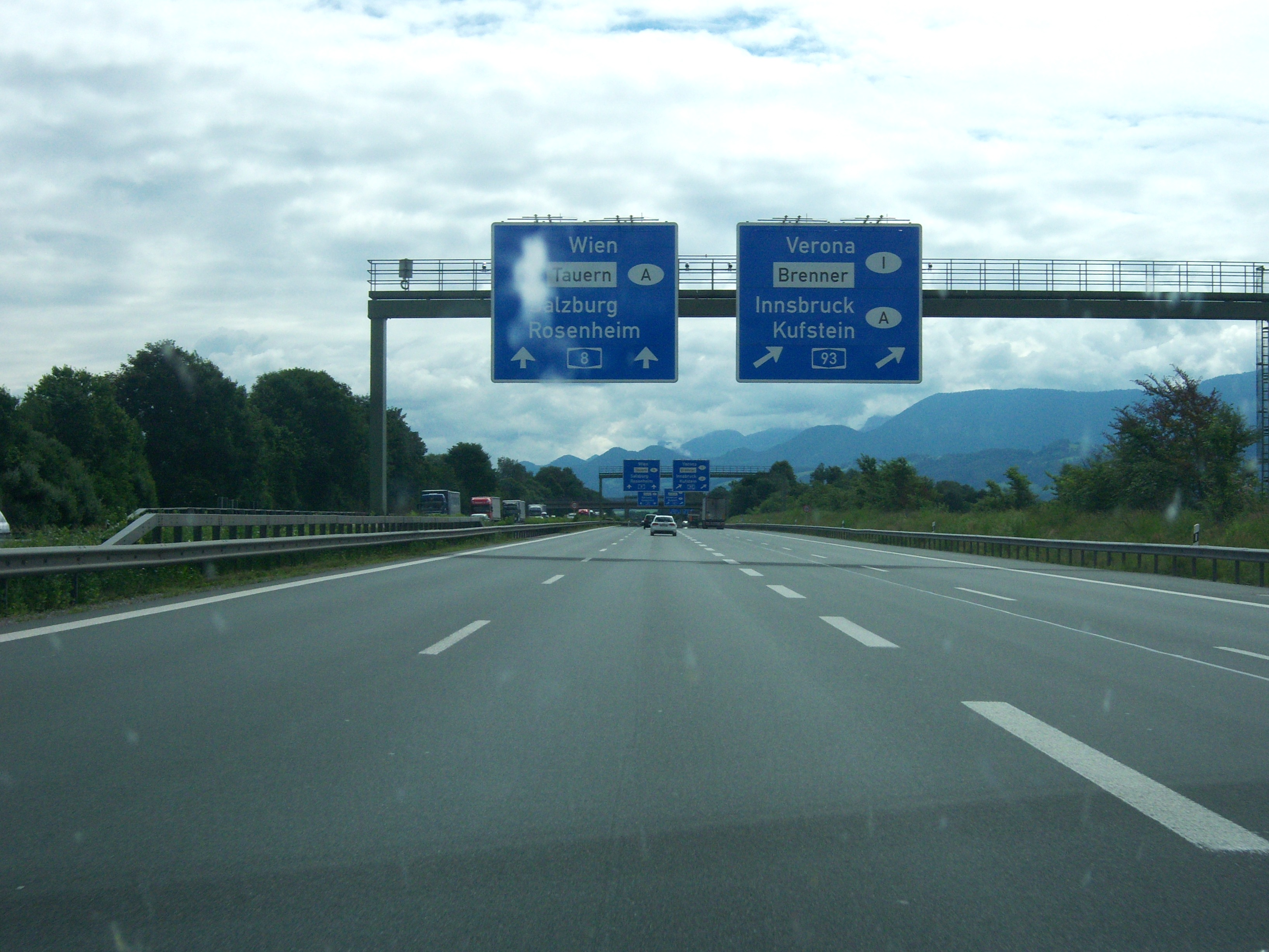
Dreieck Inntal
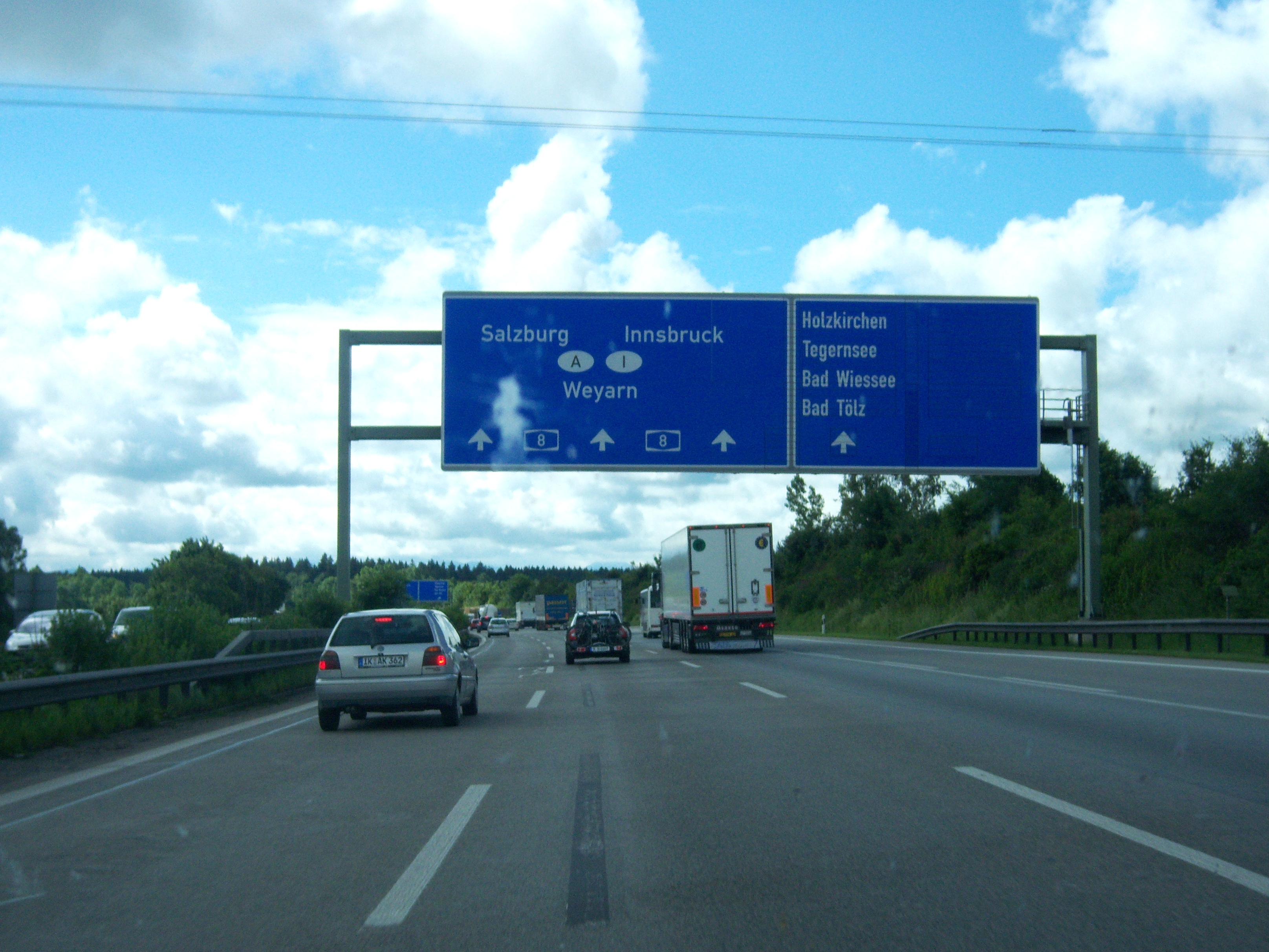
A8 poblíž Holzkirchenu
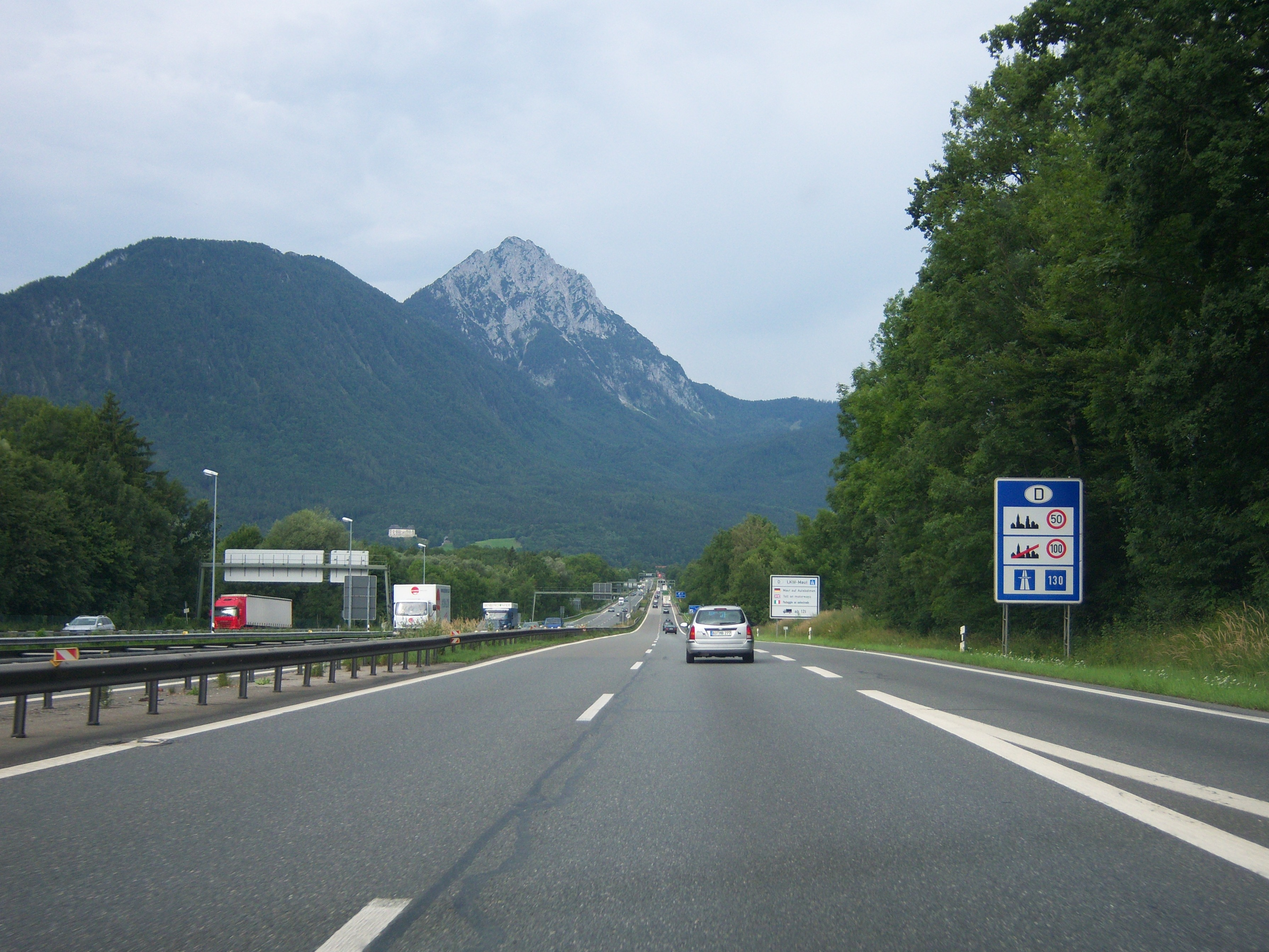
A8 u Walserbergu
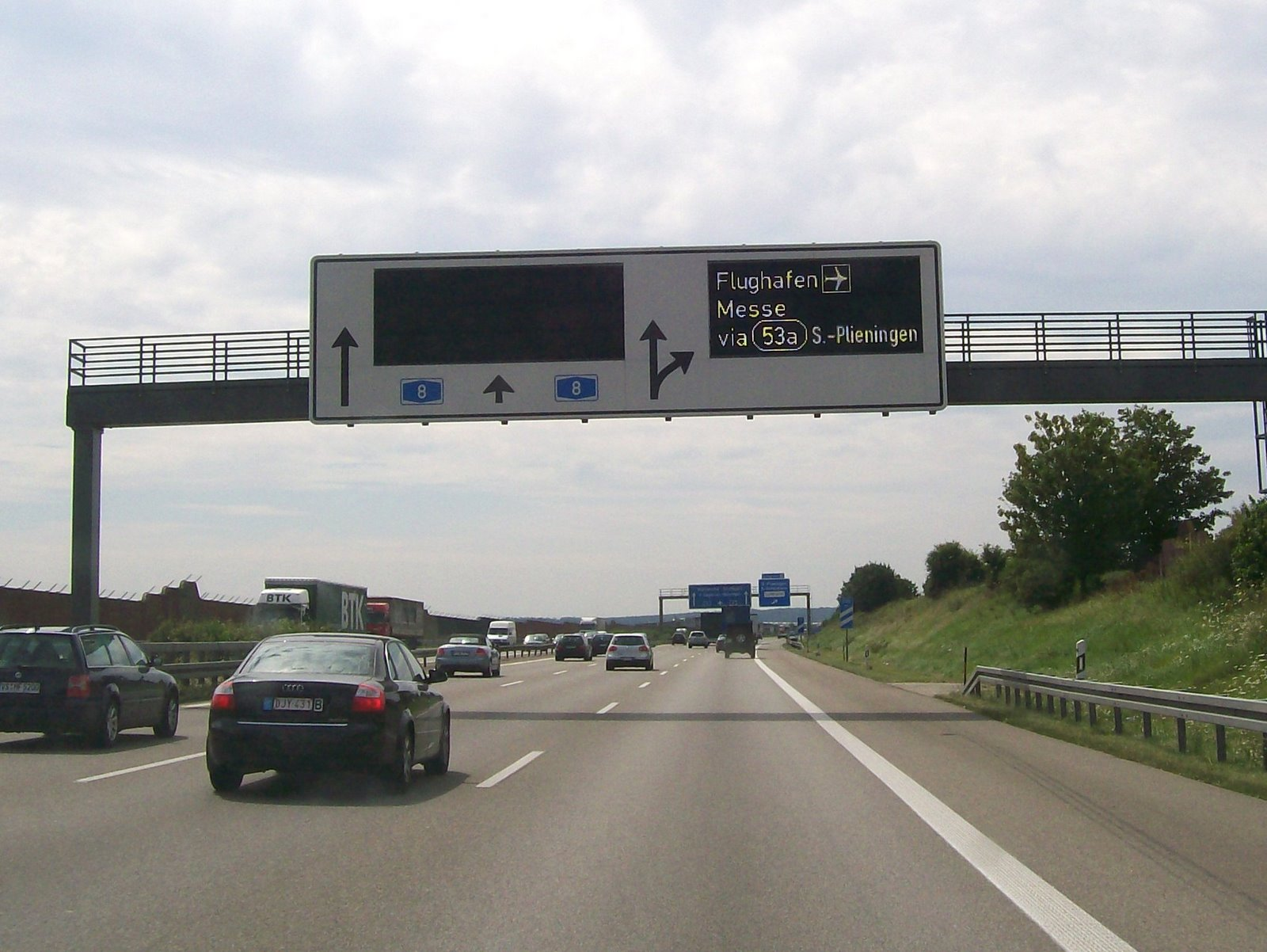
Proměnlivé značení A8 ve Stuttgartu
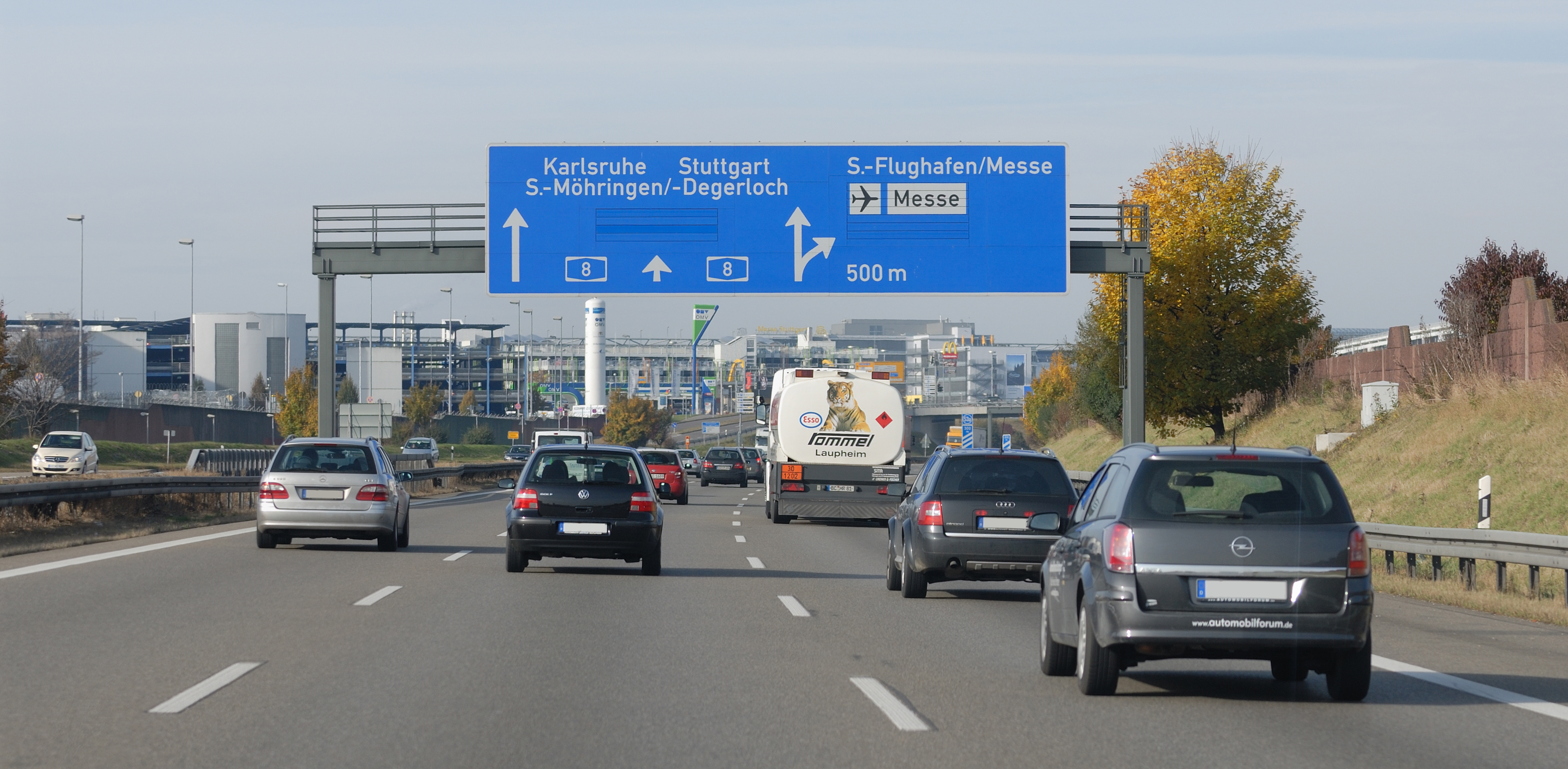
A8 ve Stuttgartu